# Добин-ам-Зе
Добин-ам-Зе (нем. Dobin am See) — община в Германии, в земле Мекленбург-Передняя Померания.
Входит в состав района Пархим. Подчиняется управлению Остуфер Шверинер Зее.  Население составляет 1964 человека (на 31 декабря 2010 года). Занимает площадь 34,78 км².
Коммуна подразделяется на 7 сельских округов.
Неподалёку от коммуны на берегу Шверинского озера с X века располагалась крепость бодричей.